# Cimolodòntids
Els cimolodòntids (Cimolodontidae) són una família extinta de mamífers multituberculats que visqueren a Europa i Nord-amèrica des del Cretaci superior fins al Paleocè superior, fa entre 56,8 i 99,6 milions d'anys. Se n'han trobat restes fòssils al Canadà, els Estats Units i França. Eren ptilodontoïdeus de mida mitjana que es diferenciaven dels altres membres d'aquesta subfamília per la presència de corones molt altes a les quartes dents premolars inferiors (p4). Aquestes mateixes dents podien arribar a presentar una quinzena de denticles cadascuna.